# 宏太朗と裕一郎 ひょろっと男子
宏太朗と裕一郎 ひょろっと男子（こうたろうとゆういちろう ひょろっとだんし）は、文化放送、及び超!A&G+で2015年4月から2022年3月まで放送されたラジオ番組。
本項では、声優ユニットとしてのひょろっと男子についても記述する。

## 概要
見た目は細身な若手男性声優である西山宏太朗と梅原裕一郎がタフなパーソナリティー力を見せつけ、「ラジオはこうじゃないスか?」とテーゼしていく提案型実験バラエティーである。
2015年の放送開始時は「A&G TRIBAL RADIO エジソン」内の一コーナーとして放送され、『エジソン』のメインパーソナリティの座を奪うことを目指していたが、2017年4月の番組改編の106回にて正式に一番組として独立。放送時間が日曜に移動、30分に拡大した。
エジソン2015年10月10日放送分では、文化放送で仕事があった西山、梅原が急遽ゲストとして登場した（放送日の次の日は西山の誕生日であり、この回のひょろっと男子も西山の誕生日を祝う内容だった）。
2018年5月10日、梅原が病気療養で休業することが発表され、5月13日から9月2日放送分までピンチヒッターでゲストが出演していた。
2022年3月6日放送分で西山、梅原がパーソナリティを3月27日放送分で卒業すると発表し、4月以降のパーソナリティは浦和希、梅田修一朗、堂島颯人、森永彩斗の4人が務め、放送時間を15分に短縮してリニューアルする事とした。同時に超A&G+での放送は終了し、新たにYouTubeチャンネルを設置してそこで放送のアーカイブ配信を行う形となった。
リニューアル後の初放送となった4月3日放送分は、「ひょろっと男子（仮）」として放送し、新パーソナリティ4人で番組の正式タイトルを考えた結果、『ひょろっと男子たち』に決定した。なお、原則としてパーソナリティ4人の中からランダムで2人が出演する形になる。

## 放送時間
文化放送
毎週土曜 22:05 - 22:15 「A&G TRIBAL RADIO エジソン」内（2015年4月4日 - 2017年4月1日）
毎週日曜 20:30 - 21:00（2017年4月9日 - 2022年3月27日）
超!A&G+
毎週月曜未明（日曜26:00-26:30） 2:00 - 2:30（2017年4月10日（編成上は4月9日） - 2022年3月）
文化放送で当該時間帯にボートレースラジオ実況中継（SG・PGI競走優勝戦のナイターレース中継）が行われる場合、2019年までは文化放送での放送を休止し、翌日未明（編成上は同日扱い）の超!A&G+も前週分のリピート放送で対応していたが、2020年からは文化放送では30分前倒しての放送とし、超!A&G+も通常放送となっていた。
一方、文化放送で当該時間帯にプロ野球日本シリーズ中継が行われる場合は、2019年までは文化放送では放送休止していたが、2020年からは日本シリーズ中継が終わり次第放送していた（状況によっては休止の場合あり）。いずれのケースにおいても文化放送での放送有無にかかわらず、超!A&G+では通常通り放送された（2019年までは雨傘番組として用意されたものの裏送り）。

## コーナー
オープニング
パーソナリティー二人のどちらかの一言から始まる。そのあと、ラジオの紹介をし、2人が挨拶をする。
今週の西山／梅原NEWS
毎週ひょろっと男子のどちらかが担当して、近況トークをするコーナー。
ひょろっと マンスリーテーマ
テーマを決めて2人が頑張るコーナー。養成ギプスもあり。
インフォメーションコーナー
ひょろっと男子が最高にいい声で最高にいい情報をお届けする、バンダイビジュアルの商品紹介コーナー。
エンディング
番組内容を振り返ったフリートーク。投稿先の住所やメールアドレスなどの告知後、「ラジオの枠をぶち壊せ！」とパーソナリティー2人が読み上げて終わる。

### 過去のコーナー
ひょろっと男子 養成ギプス
二人の野望を実現するべく、確固たるラジオパーソナリティー力をつけるために様々な養成ギプスを試していくコーナー。
ひょろっと男子 キャッチーラボ
ひょろっと男子の二人がラジオの世界で目立っていくための方法をリスナーから募集するコーナー。
フリートーク
フリートーク力を鍛えるコーナー。
ふつおた
リスナーから届いたメールを読むコーナー。
ひょろっと男子 グッズ会議
グッズを出して欲しいというリスナーの声に応え、パーソナリティー二人がどんどんグッズ案を出していくコーナー。
ひょろっと男子 総選挙
8月23日に開催されたひょろっと男子公開録音にて行う企画をリスナーから投票してもらうため、これまでの企画振り返るコーナー。

## ゲスト
| 回        | 放送日                      | ゲスト・内容                                            |
| --------- | --------------------------- | ------------------------------------------------------- |
| 23・24    | 2015年9月5日・12日          | 8月23日 公開録音                                        |
| 46 - 48   | 2016年2月13日・20日・27日   | 2月7日 公開録音                                         |
| 100 - 102 | 2017年2月25日・3月4日・11日 | 2月19日 公開録音（村田太志、八代拓）                    |
| 118・119  | 2017年7月2日・9日           | 村田太志                                                |
| 123       | 2017年8月6日                | 白井悠介                                                |
| 126       | 2017年9月3日                | 8月26日 公開録音                                        |
| 145・146  | 2018年1月28日・2月4日       | 1月21日 公開録音（白井悠介、野上翔、畠中祐）            |
| 160・161  | 2018年5月13日・20日         | 宮崎遊、汐谷文康（ピンチヒッター）                      |
| 162・163  | 2018年5月27日・6月3日       | 中島ヨシキ（ピンチヒッター）                            |
| 164・165  | 2018年6月10日・17日         | 江口拓也（ピンチヒッター）                              |
| 166・167  | 2018年6月24日・7月1日       | 山谷祥生（ピンチヒッター）                              |
| 168・169  | 2018年7月8日・15日          | 堀江瞬（ピンチヒッター）                                |
| 170・171  | 2018年7月22日・29日         | 井上雄貴（ピンチヒッター）                              |
| 172・173  | 2018年8月12日・19日         | 山本和臣（ピンチヒッター）                              |
| 174       | 2018年9月2日                | 8月25日 公開録音（ピンチヒッター：村田太志、増田俊樹）  |
| 196       | 2019年2月3日                | 1月26日 公開録音 昼の部（汐谷文康、堀江瞬、小林裕介）   |
| 197       | 2019年2月10日               | 1月26日 公開録音 夜の部（堀江瞬、小林裕介、花江夏樹）   |
| 243       | 2020年1月19日               | 1月13日 公開録音 昼の部（江口拓也、村田大志、千葉翔也） |
| 244       | 2020年1月26日               | 1月13日 公開録音 夜の部（江口拓也、榎木淳弥、仲村宗悟） |
| 274       | 2020年8月23日               | 8月15日 公開録音 第一部（山谷祥生、汐谷文康）           |
| 275       | 2020年8月30日               | 8月15日 公開録音 第二部（山谷祥生、帆世雄一）           |

## イベント
- キャラホビ2015「宏太朗と裕一郎 ひょろっと男子 公開録音〜幕張メッセでイチャつくふたり〜」（2015年8月23日、幕張メッセ）[10]
- 宏太朗と裕一郎 ひょろっと男子 公開録音〜浜松町でもイチャつくふたり～（2016年2月7日、文化放送メディアプラスホール）
- 『ひょろっとらぶ』リリース記念「宏太朗と裕一郎 ひょろっと男子」公開録音（2017年2月19日、文化放送メディアプラスホール）
  - ※西山がインフルエンザで急遽出演できず、代わりにゲストとして村田太志と、サプライズゲストとして八代拓が出演[11][12]。
- 宏太朗と裕一郎 ひょろっと男子 公開録音 C3AFA TOKYO 2017（2017年8月26日、幕張メッセ）[13]
- 宏太朗と裕一郎 ひょろっと男子 第5回公開録音（2018年1月21日、品川プリンスホテル クラブeX）
  - ゲスト：白井悠介、野上翔、畠中祐
- 宏太朗と裕一郎 ひょろっと男子 公開録音 C3AFA TOKYO 2018（2018年8月25日、幕張メッセ）[14]
  - ※梅原は体調を鑑みて出演を見送り、ピンチヒッターに村田太志と増田俊樹が出演
- 宏太朗と裕一郎 ひょろっと男子 第7回公開録音（2019年1月26日、第一生命ホール）
  - ゲスト：汐谷文康（昼の部）、堀江瞬、小林裕介、花江夏樹（夜の部）[15][16]
- 宏太朗と裕一郎 ひょろっと男子 第8回公開録音（2020年1月13日、メルパルク東京）[17]
  - ゲスト：江口拓也、シークレットゲスト：村田大志（昼の部）千葉翔也（昼の部）[18]榎木淳弥（夜の部）仲村宗悟（夜の部）[19]
- 宏太朗と裕一郎 ひょろっと男子 第9回公開録音[20][21]（2020年8月15日、サンシティ越谷市民ホール）
  - ゲスト：山谷祥生、汐谷文康（昼の部）、帆世雄一（夜の部）

## ひょろっと男子 〜もやしと白はんぺん〜
「宏太朗と裕一郎 ひょろっと男子」のモバイル版として月に1回（第1火曜日12時更新）文化放送モバイルplusで配信。
本編収録後のアフタートークや、本編では読めないガッツリ系のメール紹介をしている。
サブタイトル「もやしと白はんぺん」はTwitter上でのパーソナリティー2人の会話が由来。

## 音楽活動

### シングル
|                | 発売日         | タイトル       | 規格品番     | 規格品番     | 規格品番     | 規格品番                                          | オリコン 最高位 |
| アーティスト盤 | 発売日         | タイトル       | アニメ盤     | 通常盤       | その他盤     |                                                   | オリコン 最高位 |
| インディーズ   | インディーズ   | インディーズ   | インディーズ | インディーズ | インディーズ | インディーズ                                      | インディーズ    |
| -------------- | -------------- | -------------- | ------------ | ------------ | ------------ | ------------------------------------------------- | --------------- |
| 1st            | 2016年11月16日 | ひょろっとらぶ | -            | -            | -            | KISCD-1（ひょろっとver.） KISCD-2（アイドルver.） | 52位            |
| メジャー       |                |                |              |              |              |                                                   |                 |
| 1st            | 2018年2月21日  | おしえてョ     | LACM-14726   | LACM-14727   | -            | -                                                 | 27位            |
| 2nd            | 2019年11月27日 | きみはシリウス | -            | -            | LACM-14907   | -                                                 | 46位            |

### 配信シングル
|     | 発売日        | タイトル |
| --- | ------------- | -------- |
| 1st | 2020年4月13日 | GOOD DAY |

### ベストアルバム
|     | 発売日         | タイトル                          | 規格品番   | オリコン 最高位 |
| --- | -------------- | --------------------------------- | ---------- | --------------- |
| 1st | 2021年12月22日 | ひょろコレ～Hyorotto Collection～ | LACA-15925 | 位              |

### タイアップ曲
| 曲名               | タイアップ                                             | 時期   |
| ------------------ | ------------------------------------------------------ | ------ |
| ひょろっとらぶ     | ラジオ番組『宏太朗と裕一郎 ひょろっと男子』主題歌      | 2016年 |
| おしえてョ         | テレビアニメ『学園ベビーシッターズ』エンディングテーマ | 2018年 |
| きみはシリウス     | ラジオ番組『宏太朗と裕一郎 ひょろっと男子』主題歌      | 2019年 |
| GOOD DAY           | ラジオ番組『宏太朗と裕一郎 ひょろっと男子』主題歌      | 2020年 |
| ひょろっと男子の歌 | ラジオ番組『宏太朗と裕一郎 ひょろっと男子』主題歌      | 2021年 |
| バード             | ラジオ番組『宏太朗と裕一郎 ひょろっと男子』主題歌      | 2021年 |